# Mammillaria spinosissima
Mammillaria spinosissima es una especie perteneciente a la familia Cactaceae, endémico de Guerrero y Morelos en México. Su hábitat natural son los áridos desiertos.  Se ha extendido por el mundo como planta ornamental.

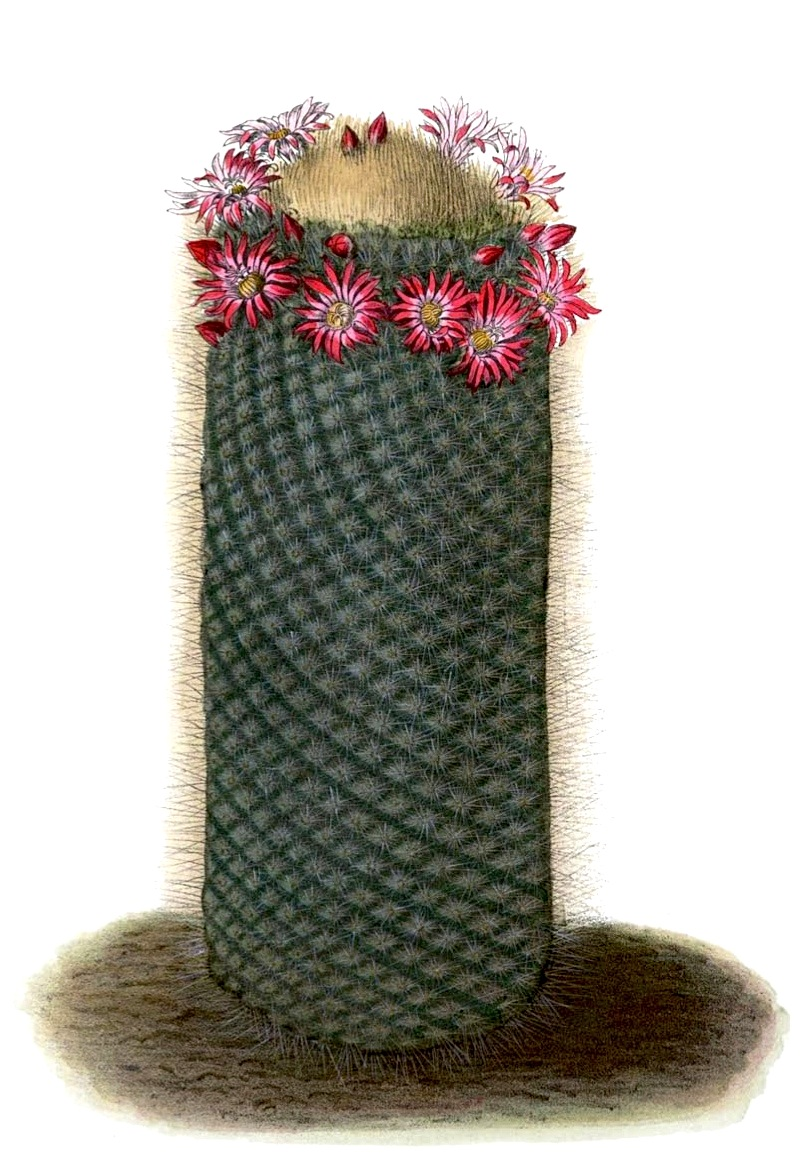
Ilustración

## Descripción
Mammillaria spinosissima crece de forma cilíndrica. El tallo es de color azul-verde de hasta 30 centímetros de largo y de 6 a 7 centímetros de diámetro. Está rodeado de espinas.  Las axilas son algo lanosas y erizadas. Las costillas son afiladas hasta débilmente cónicas  de 4 a 5 milímetros de largo. Las areolas son cortas, redondeadas, más adelante desnudas. Las 10 a 30 espinas radiales están radiando y son 2 a 18 milímetros de largo. Las 2 a 17  espinas centrales son un poco más fuerte y de 1 a 2 centímetros de largo, de muy diferente color;   de color blanquecino, amarillo, rubí rojo marrón oscuro o blanco puro. Las flores que aparecen en guirnalda  son 2 centímetros de largo. Los pétalos externos son de color rosa amarronado con un borde rojo Los frutos son de color marrón rojizo o verdoso. Las semillas son de color marrón.

## Taxonomía
Mammillaria spinosissima fue descrita por Charles Lemaire y publicado en Cactearum aliquot novarum 1: 4. 1838.
Etimología

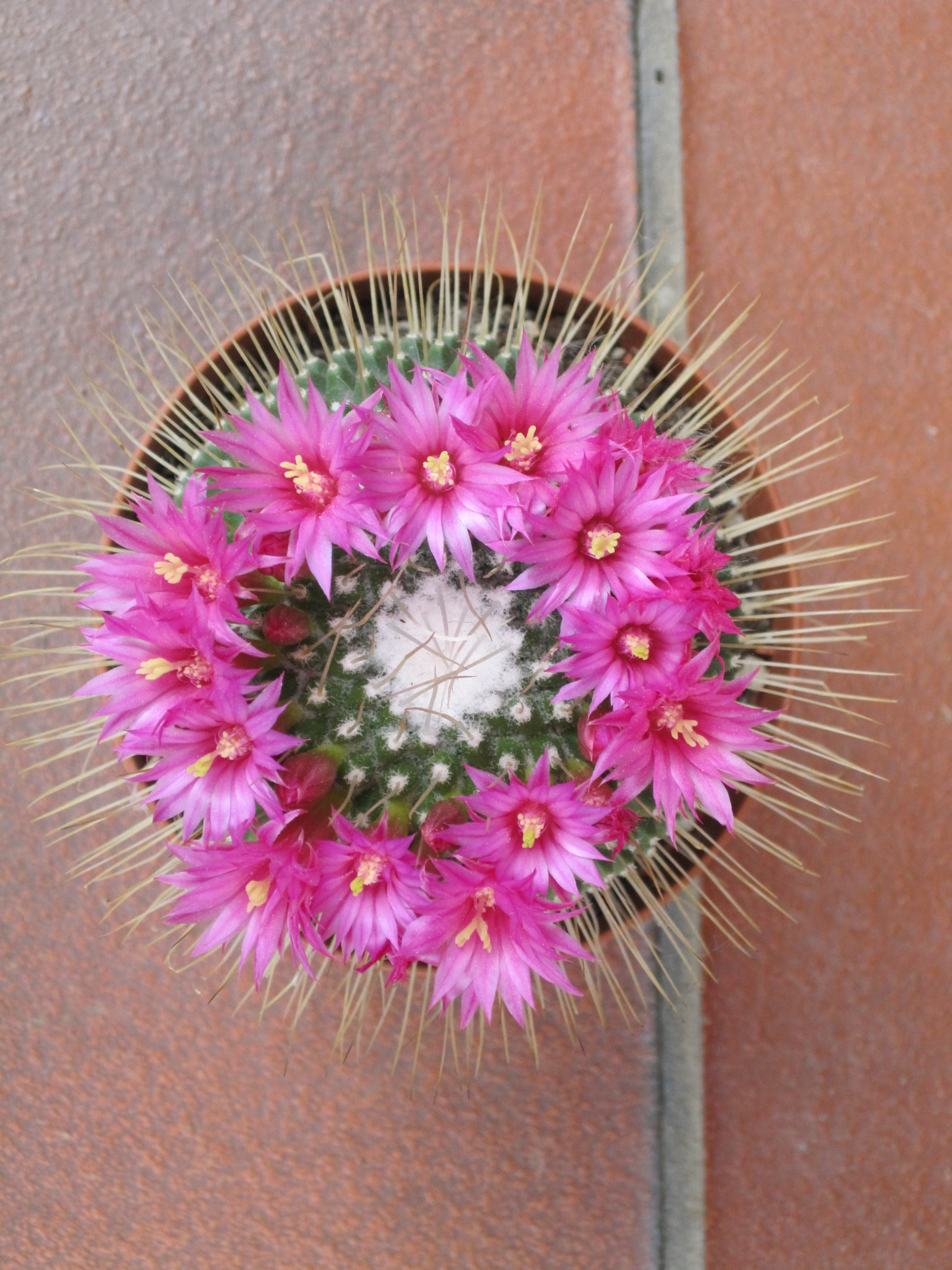
Las flores de la mammillaria spinosissima

Mammillaria: nombre genérico que fue descrita por vez primera por Carolus Linnaeus como Cactus mammillaris en 1753, nombre derivado del latín mammilla = tubérculo, en alusión a los tubérculos que son una de las características del género.
spinosissima: epíteto latíno que significa "la más espinosa".
Variedades aceptadas
- Mammillaria spinosissima subsp. pilcayensis (Bravo) D.R. Hunt
- Mammillaria spinosissima subsp. tepoxtlana D.R. Hunt

Sinonimia
- Mammillaria auricoma
- Mammillaria pitcayensis
- Mammillaria pilcayensis
- Mammillaria centraliplumosa
- Mammillaria virginis
- Mammillaria crassior
- Mammillaria gasterantha
- Mammillaria haasii